# Costa del golfo de Estados Unidos
La costa del golfo de México es la costa a lo largo del sur de los Estados Unidos donde se encuentran con el golfo de México. Los estados costeros que tienen una costa en el golfo de México son el sureste de Texas y el sur de Texas, Luisiana, Misisipi, Alabama y Florida, y estos se conocen como los Estados del Golfo.
La economía del área de la Costa del Golfo está dominada por industrias relacionadas con la energía, los productos petroquímicos, la pesca, la industria aeroespacial, la agricultura y el turismo. Las grandes ciudades de la región son (de oeste a este) McAllen, Brownsville, Corpus Christi, Houston, Galveston, Beaumont, Lafayette, Baton Rouge, Nueva Orleans, Gulfport, Biloxi, Mobile, Pensacola, San Petersburgo, Tampa, y cada vez más Sarasota. Todos son los centros de sus respectivas áreas metropolitanas y contienen grandes puertos. (Baton Rouge está relativamente lejos del Golfo de México; su puerto está en el río Misisipi, al igual que el puerto de Nueva Orleans).

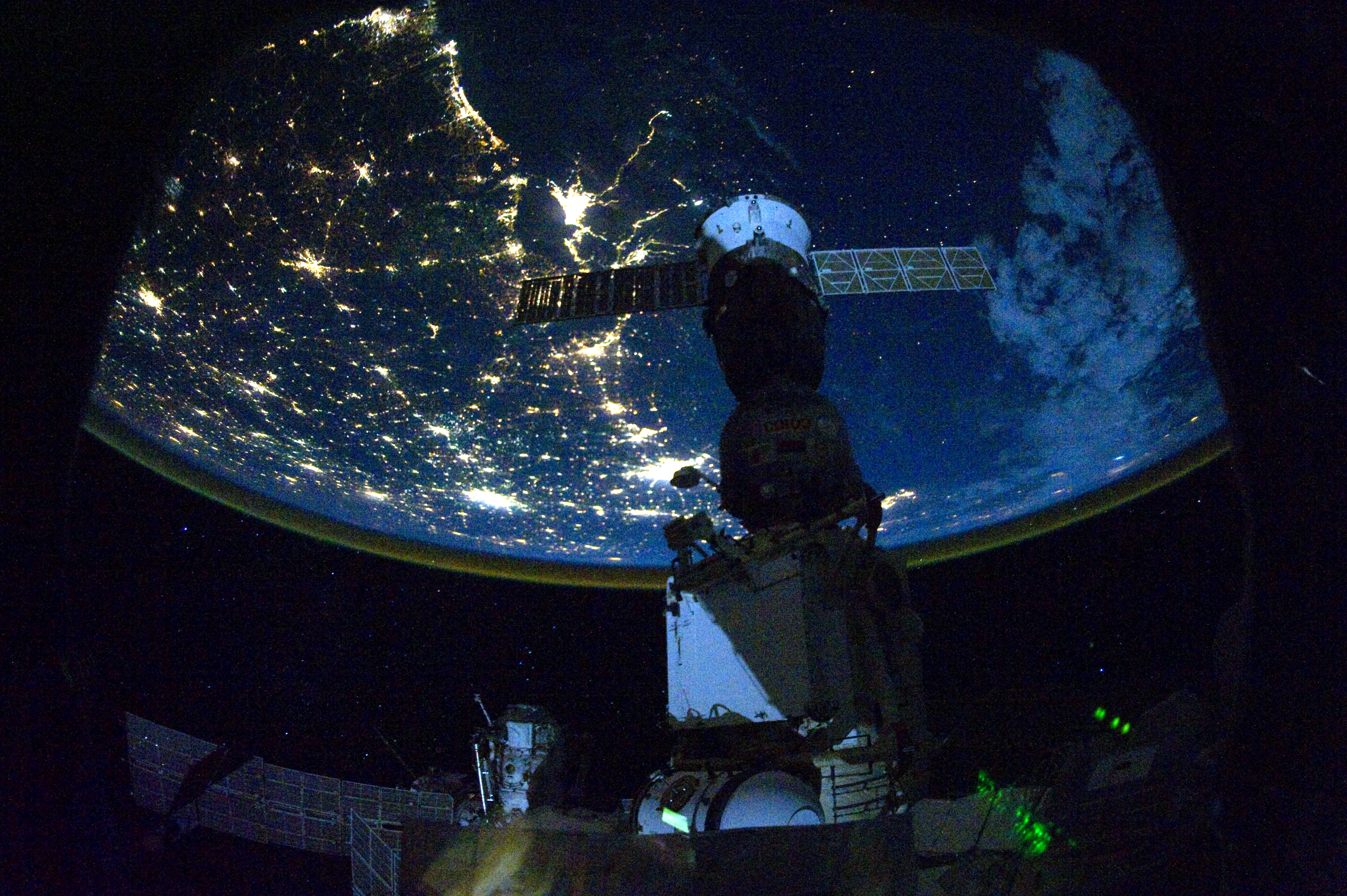
Imagen nocturna de la costa norte del Golfo tomada por un astronauta.

## Geografía
La costa del Golfo está conformada por muchas entradas, bahías y lagunas. La costa también está intersectada por numerosos ríos, el más grande de los cuales es el río Misisipi. Gran parte del terreno a lo largo de la costa del Golfo son o fueron marismas. Rodeando la costa del golfo se encuentra la llanura costera del golfo que se extiende desde el sur de Texas hasta el oeste del Mango de Florida, mientras que las porciones occidentales de la costa del golfo están formadas por muchas islas de barrera y penínsulas, incluidas los 210 km de la isla del Padre y la isla de Galveston, ubicadas en el estado estadounidense de Texas. Estos accidentes geográficos protegen numerosas bahías y entradas que proporcionan una barrera para las olas. La parte central de la costa del golfo, desde el este de Texas hasta Luisiana, se compone principalmente de marismas. La parte oriental de la costa del golfo, predominantemente Florida, está salpicada por muchas bahías y entradas.

### Clima
El clima de la costa del Golfo es húmedo subtropical, aunque el extremo suroeste de Florida, como Everglades City, presenta un clima tropical. Gran parte del año es cálido a lo largo de la costa del Golfo, mientras que los 3 meses de invierno traen períodos de clima frío (o raramente frío) mezclado con temperaturas suaves. El área es vulnerable a huracanes, así como a inundaciones y tormentas eléctricas. Gran parte de la costa del Golfo tiene un máximo de precipitación en verano, siendo julio o agosto el mes más lluvioso debido a la combinación de tormentas de verano frecuentes producidas por el calor y la humedad implacables y los sistemas climáticos tropicales (depresiones tropicales, tormentas tropicales y huracanes), mientras que el invierno y la lluvia a principios de primavera también puede ser fuerte. Este patrón es evidente en Houston, Texas, Nueva Orleans, Luisiana, Mobile, Alabama y Pensacola, Florida. Sin embargo, la península central y meridional de Florida y el sur de Texas tienen una estación seca invernal pronunciada, como en Tampa y Fort Myers, Florida. En la costa central y sur de Texas, el invierno, principios de primavera y mediados de verano son marcadamente más secos, y septiembre es el mes más húmedo en promedio (como en Corpus Christi y Brownsville, Texas). Los tornados son poco frecuentes en la costa pero ocurren; sin embargo, ocurren con mayor frecuencia en partes del interior de los estados de la costa del Golfo. En la mayor parte de la costa del Golfo desde Houston, Texas hacia el este, los eventos de lluvia extrema son una amenaza significativa, comúnmente de los sistemas climáticos tropicales, que pueden traer de 4 a 10 pulgadas o más de lluvia en un solo día. En agosto de 2017, el Huracán Harvey tocó tierra a lo largo de la costa central de Texas, luego migró y se detuvo en el área metropolitana de Houston durante varios días, produciendo un total de precipitaciones extremas y sin precedentes de más de 40 pulgadas (1000 mm) en muchas áreas, desatando inundaciones generalizadas. Los terremotos son extremadamente raros en el área, pero se pudo sentir un sorprendente terremoto el 10 de septiembre de 2006 (Terremoto del Golfo de México de 2006), desde las ciudades de Nueva Orleans hasta Tampa.

## Actividades económicas

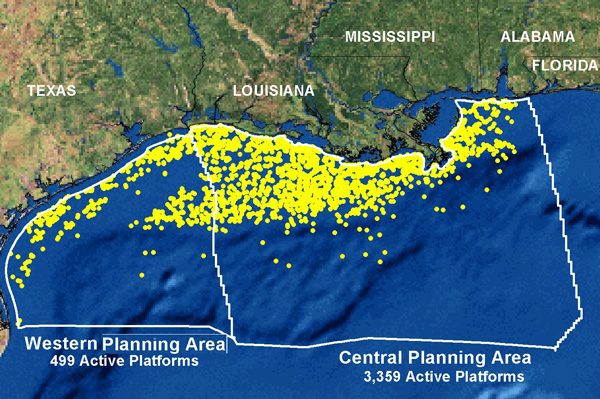
Mapa NOAA de las 3856 plataformas de petróleo y gas existentes en la costa del Golfo en 2006.

La costa del golfo es un importante centro de actividad económica. Los pantanos a lo largo de las costas de Luisiana y Texas proporcionan zonas de cría y viveros para la vida oceánica que impulsan las industrias de pesca y camarones. El puerto del sur de Louisiana (Área metropolitana de Nueva Orleans en Laplace) y el Puerto de Houston son dos de los diez puertos más activos del mundo por volumen de carga. A partir de 2004, siete de los diez puertos más activos en los Estados Unidos se encuentran en la costa del Golfo.
El descubrimiento de depósitos de petróleo y gas a lo largo de la costa y en alta mar, combinado con un fácil acceso al transporte marítimo, han convertido a la Costa del Golfo en el corazón de la industria petroquímica de los Estados Unidos. La costa contiene casi 4000 plataformas petroleras.
Además de lo anterior, la región presenta otras industrias importantes, incluida la investigación aeroespacial y biomédica, así como industrias más antiguas como la agricultura y, especialmente desde el desarrollo de la costa del Golfo que comenzó en la década de 1920 y el aumento de la riqueza en todo Estados Unidos, el turismo.

## Historia

Mapa de la Compra de Luisiana

Antes de que los europeos llegaran a la región, la región albergaba varios reinos precolombinos que tenían amplias redes comerciales con imperios como los aztecas y los constructores de montículos de Misisipi. Se han encontrado dientes y conchas de tiburones y caimanes del Golfo en el norte de Ohio, en los montículos de la cultura Hopewell.
Los primeros europeos en establecerse en la costa del Golfo fueron principalmente los franceses y los españoles. La Compra de Luisiana, el Tratado de Adams-Onís y la Independencia de Texas hicieron de la Costa del Golfo una parte de los Estados Unidos durante la primera mitad del siglo XIX. A medida que la población de Estados Unidos continuó expandiendo sus fronteras hacia el oeste, la costa del Golfo fue un imán natural en el Sur que proporcionó acceso a las rutas marítimas y al comercio nacional e internacional. El desarrollo de la producción de azúcar y algodón (habilitado por la esclavitud) permitió que el Sur prosperara. A mediados del siglo XIX, la ciudad de Nueva Orleans, situada como una clave para el comercio en el Río Misisipi y en el Golfo, se había convertido en la ciudad más grande de Estados Unidos, que no estaba en la costa atlántica y la cuarta más grande de los Estados Unidos en general.
Dos eventos importantes fueron puntos de inflexión en la historia anterior de la región de la Costa del Golfo. La primera fue la Guerra Civil de Estados Unidos, que causó graves daños a algunos sectores económicos del Sur, incluida la costa del Golfo. El segundo evento fue el Huracán de Galveston de 1900. A fines del siglo XIX, Galveston era, junto con Nueva Orleans, una de las ciudades más desarrolladas de la región. La ciudad tenía el tercer puerto más ocupado en los Estados Unidos y su distrito financiero era conocido como el "Wall Street del Sur". La tormenta destruyó principalmente la ciudad, que nunca recuperó su gloria anterior, y retrasó el desarrollo en la región.

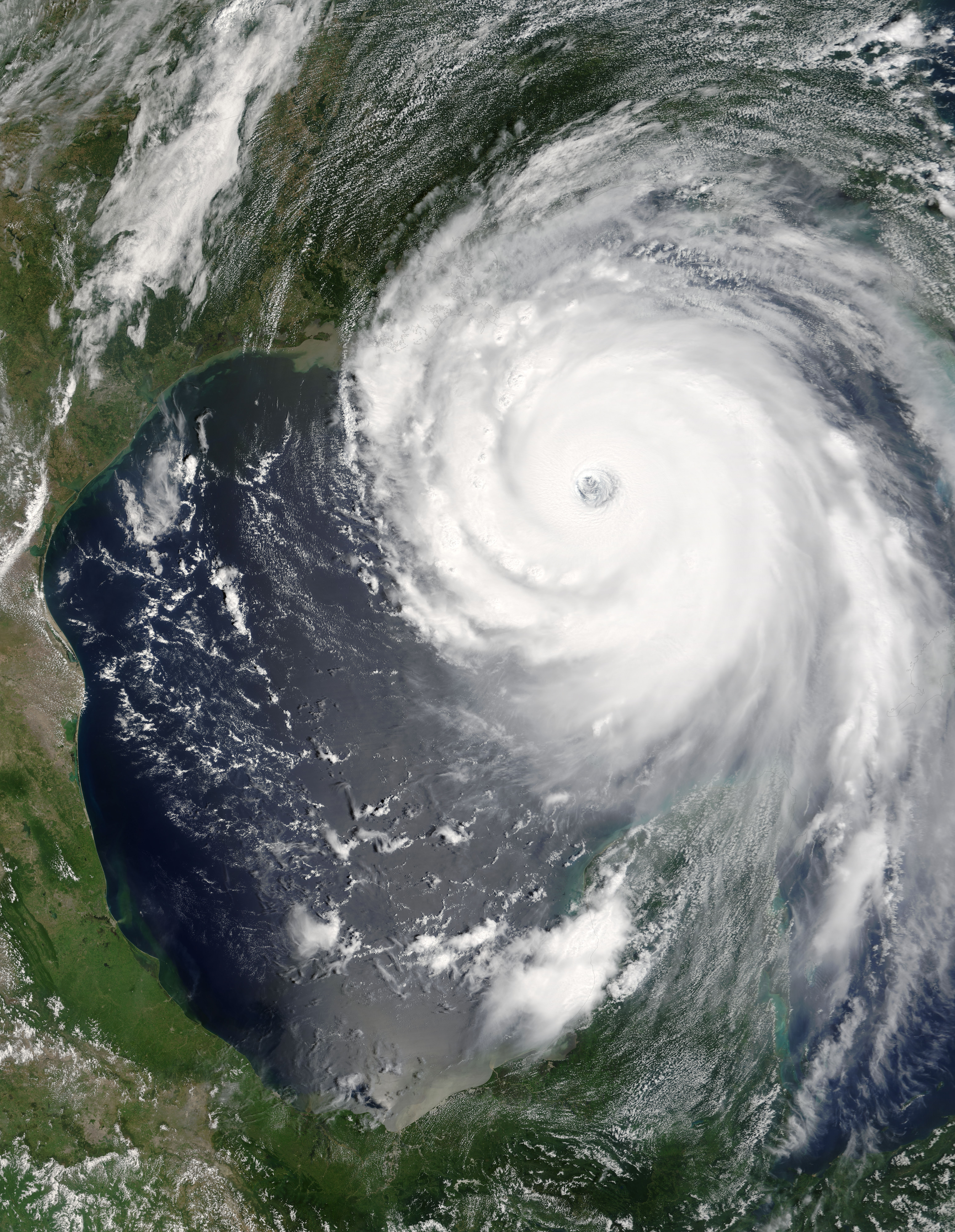
Huracán Katrina

Desde entonces, la costa del Golfo ha sido golpeada con numerosos otros huracanes. El 29 de agosto de 2005, el Huracán Katrina golpeó la costa del Golfo como un huracán de categoría 4. Fue la tormenta más dañina en la historia de los Estados Unidos, causando daños por más de $80 mil millones y dejando más de 1800 muertos. Nuevamente en 2008, la costa del Golfo fue golpeada por un huracán catastrófico. Debido a su inmenso tamaño, el Huracán Ike causó devastación desde la costa de Luisiana hasta el Condado de Kenedy, región de Texas, cerca de Corpus Christi. Además, Ike causó inundaciones y daños significativos a lo largo de la costa de Misisipi y el Mango de Florida. Ike mató a 112 personas y dejó más de 300 desaparecidos, que nunca se encontraron. El huracán Ike fue la tercera tormenta más dañina en la historia de los Estados Unidos, causando más de $25 mil millones en daños a lo largo de la costa, dejando a cientos de miles de personas sin hogar y provocando la operación de búsqueda y rescate más grande en la historia de los Estados Unidos.
Además de los huracanes, la costa del Golfo, muy poblada actualmente, se ha reconstruido dramáticamente en el transcurso del siglo XX. La industria petroquímica, lanzada con los principales descubrimientos de petróleo en Texas y estimulada por otros descubrimientos en las aguas del Golfo, ha sido un vehículo para el desarrollo en el centro y oeste del Golfo que ha generado el desarrollo en una variedad de frentes en estas regiones. Texas en particular se ha beneficiado enormemente de esta industria en el transcurso del siglo XX y la diversificación económica ha convertido al estado en un imán para la población y el hogar de más compañías Fortune 500 que cualquier otro estado de los Estados Unidos. Florida también ha crecido, impulsada en gran medida por su industria turística establecida desde hace mucho tiempo, pero también por su posición como puerta de entrada al Caribe y América Latina. A partir de 2006, estos dos estados son el segundo y el cuarto estados más poblados de la nación, respectivamente (ver este artículo). Otras áreas de la Costa del Golfo se han beneficiado menos, aunque el desarrollo económico impulsado por el turismo ha aumentado considerablemente el valor de las propiedades a lo largo de la costa, y ahora es un grave peligro para los valiosos pero frágiles ecosistemas de la Costa del Golfo.